# Rex Ingram (skådespelare)
Rex Ingram, född 20  oktober 1895 i Cairo i Illinois, död 19 september 1969 i Los Angeles i Kalifornien, var en amerikansk skådespelare. Ingram gjorde minnesvärda insatser i filmer som Guds gröna ängar (1936), Huckleberry Finns äventyr (1939), Tjuven i Bagdad (1940), Han kom om natten (1942) och Sahara (1943).

## Filmografi i urval
- 1918 – Tarzan från apornas land
- 1918 – Salome
- 1923 – De tio budorden
- 1927 – Konungarnas Konung
- 1936 – Guds gröna ängar
- 1939 – Huckleberry Finns äventyr
- 1940 – Tjuven i Bagdad
- 1942 – Han kom om natten
- 1943 – Svart extas
- 1943 – Sahara
- 1944 – Mörka vatten
- 1945 – Aladdins Äventyr
- 1948 – Moonrise
- 1955 – Tarzans djungelstrid
- 1956 – De fördömdas djungel
- 1958 – Guds lilla land
- 1958 – Anna Lucasta - gatflickan
- 1960 – Elmer Gantry
- 1960 – Sanningen om ett brott
- 1967 – Förbjudet område